# Station Sainte-Marthe-en-Provence
Station Sainte-Marthe-en-Provence is een spoorwegstation in de Franse gemeente Marseille.